# Necydalis collaris
Necydalis collaris là một loài bọ cánh cứng trong họ Cerambycidae.